# Мусабаев, Талгат Маратович
Талгат Маратович Мусабаев (каз. Талғат Маратұлы Мұсабаев; род. 8 июня 1978, Алма-Ата, Казахская ССР) — казахстанский оперный певец (баритон), ведущий мастер сцены театра «Астана Опера», Заслуженный деятель Казахстана (2009); Кавалер ордена «Құрмет»,  профессор Казахского национального университета искусств, директор оперной труппы Государственного театра оперы и балета «Астана Опера»

## Биография
Родился 8 июня 1978 году в Алма-Ате.
В 2002 году окончил "Вокально-хоровой" факультет Казахской государственной консерватории им. Курмангазы по специальности «сольное пение» класс профессора, заслуженного артиста Казахстана Шахимардана Абилова.
Проходил стажировку в Италии: г. Йези (Фонд Перголези-Спонтини), Милане (Академия «La Scala»), Болонье (Академия театра Comunlae).
Трудовую деятельность начал в 2001 году солистом оперы Казахского государственного академического театра оперы и балета им. Абая
С 2002 по 2007 годы — преподаватель кафедры «Сольное пение» Казахской национальной консерватории им. Курмангазы.
С 2007 по 2013 годы — солист оперы Казахского национального театра оперы и балета им. Куляш Байсеитовой в г. Астане.
С 2013 года по настоящее время — ведущий солист- мастер сцены Государственного театра оперы и балета «Astana Opera»
С 2021 по 2024 года - Заведующий кафедрой "Вокальное искусство" Казахского Национального университета искусств
С 2025 года по настоящее время - директор оперной труппы Государственного театра оперы и балета «Astana Opera»
Много выступал с гастрольными концертами:
В рамках Дней Республики Казахстан в России выступил на сцене Большого театра России, в партии Онегина, в опере П. Чайковского «Евгений Онегин» (Москва, 2003).
В 2004 году вместе с Казахским Государственным академическим оркестром народных инструментов им. Курмангазы и камерным оркестром «Академия солистов» проводит гастрольное турне по городам Италии: Рим, Генуя, Флоренция, Сиракузы и др.
Выступает с концертами в США, на одних из самых престижных сценах мира: Карнеги-холл (г. Нью-Йорк) и Кеннеди Центр (г. Вашингтон), с программой «Песни и мелодии Казахстана» (2005) и др.
В 2024 году в рамках гастролей театра «Астана Опера», выступил на сцене Большого театра России, в партии Абая, в одноименной опере А. Жубанова и Л. Хамиди «Абай» (Москва, 2024).

## Творчество
Оперный репертуар:
- Абай («Абай» А. Жубанова, Л. Хамиди)
- Жанбота («Биржан-Сара, М.Тулебаев)
- Капан («Ер-Таргын» Е. Брусиловского)
- Онегин («Евгений Онегин» П. И. Чайковского)
- Князь Елецкий («Пиковая Дама» П. И. Чайковского)
- Роберт («Иоланта» П. И. Чайковского)
- Эскамильо («Кармен» Ж. Бизе)
- Жермон («Травиата» Дж. Верди)
- Граф ди Луна («Трубадур» Дж. Верди)
- Амонасро («Аида» Дж. Верди)
- Риголетто («Риголетто» Дж. Верди)
- Эцио («Аттила» Дж. Верди)
- Марсель («Богема» Дж. Пуччини)
- Шарплес («Мадам Баттерфляй» Дж. Пуччини)
- Белькоре («Любовный напиток», Г.Доницетти)
- Альберт («Вертер» Ж. Массне)
- Валентин («Фауст» Ш. Гуно)
- Алеко («Алеко» С. Рахманинова)
- Ланчотто («Франческо да Римини» С. Рахманинова)

## Награды и признание
Государственные награды
- 2009 — Заслуженный деятель Республики Казахстан
- 2017 — Лауреат Премии Фонда Первого Президента Республики Казахстан в номинации «искусство и культура» за исполнение главных оперных партий.[4]
- 2019 — Указом Президента Республики Казахстан от 29 ноября 2019 года награждён Орденом «Курмет» за заслуги в искусстве Казахской национальной классической музыки.[5][6][7]

Музыкальные достижения
- 2001 — Гран-При и звание Лауреата I-го Международного конкурса вокалистов им. Б. Тулегеновой (Алматы)
- 2003 — Лауреат II-ой премии и Специальный Приз им. С.Рахманинова XX-го Международного конкурса вокалистов им. М. Глинки (г. Астрахань)
- 2003 — Гран-При и звание Лауреата I-го Международного конкурса камерных певцов им. Р. Яхина (Казань)
- 2007 — Специальный приз иностранного конкурсанта Международного конкурса вокалистов «Ritorna Vincitor» (Италия, г. Эрколано)

## Семья
- Дедушка — Мусабаев Хасен Байкелеевич (покойный) железнодорожник.
- Бабушка — Мусабаева Магрой Абдрахмановна (покойная) мать-героиня.
- Отец — Марат Мусабаев (род. 1941) — советский и казахский певец, заслуженный артист Казахской ССР.
- Мать — Мусабаева Амантай Малгаджаровна.
- Дядя — Рашид Мусабаев (1933—2008) — советский и казахский певец (тенор), легендарный солист эстрадно-симфонического оркестра Казахского радио и телевидения. Народный артист Казахской ССР, лауреат Государственной премии Казахской СС
- Дядя — Мурат Мусабаев (1937—1993) — советский и казахский оперный певец, народный артист Казахской ССР.